# Xã Nemaha, Quận Gage, Nebraska
Xã Nemaha (tiếng Anh: Nemaha Township) là một xã thuộc quận Gage, tiểu bang Nebraska, Hoa Kỳ. Năm 2010, dân số của xã này là 591 người.